# امیرعلی‌خان امیرسلیمانی
امیرعلی‌خان امیرسلیمانی اشراف‌زاده اواخر دوران قاجار و نماینده مجلس شورای ملی ایران بود.
در دوره اول مجلس شورای ملی امیرسلیمانی یکی از شش نفری بود که از سوی شاهزادگان قاجار به عنوان نماینده به مجلس راه یافتند. سایر این افراد شامل اسدالله میرزا شهاب‌الدوله، یحیی میرزا اسکندری، امجدالسلطان، احمدخان معظم‌الملک و عیسی‌خان مجدالسلطنه می‌شدند.